# Liste der Biografien/Karh
Liste der Biografien |
Portal Biografien |
Personensuche
# |
A |
B |
C |
D |
E |
F |
G |
H |
I |
J |
K |
L |
M |
N |
O |
P |
Q |
R |
S |
T |
U |
V |
W |
X |
Y |
Z |
?
 
Ka |
Kb |
Kc |
Kd |
Ke |
Kf |
Kg |
Kh |
Ki |
Kj |
Kl |
Km |
Kn |
Ko |
Kp |
Kr |
Ks |
Kt |
Ku |
Kv |
Kw |
Ky |
Kx |
Kz
 
Kaa–Kag |
Kah |
Kai |
Kaj |
Kak |
Kal |
Kam |
Kan |
Kao |
Kap |
Kar |
Kas |
Kat |
Kau |
Kav |
Kaw |
Kay |
Kaz
 
Kara |
Karb |
Karc |
Kard |
Kare |
Karf |
Karg |
Karh |
Kari |
Karj |
Kark |
Karl |
Karm |
Karn |
Karo |
Karp |
Karr |
Kars |
Kart |
Karu |
Karv |
Karw |
Kary |
Karz
Die Liste der Biografien führt alle Personen auf, die in der deutschsprachigen Wikipedia einen Artikel haben. Dieses ist eine Teilliste mit 16 Einträgen von Personen, deren Namen mit den Buchstaben „Karh“ beginnt.

## Karh

### Karha
- Karhan, Miroslav (* 1976), slowakischer Fußballspieler und -trainerMiroslav Karhan (* 1976)

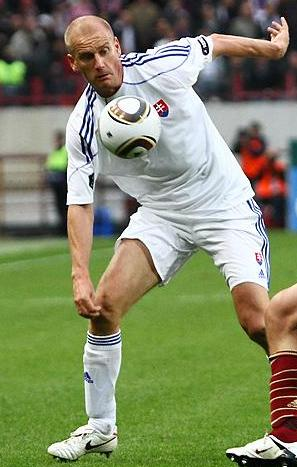
Miroslav Karhan (* 1976)

- Karhana, Om Prakash (* 1987), indischer Kugelstoßer
- Karhausen, Peter (* 1950), deutscher Orgelbauer

### Karhi
- Karhi, Shlomo (* 1982), israelischer Politiker

### Karhu
- Karhu, E. L. (* 1982), finnische Dramatikerin und Übersetzerin
- Karhu, Eero (* 1934), finnischer Radrennfahrer
- Karhu, Kimmo (* 1968), finnischer Radrennfahrer
- Karhu, Mika (* 1979), deutschsprachiger Schriftsteller
- Karhu, Minna (* 1971), finnische Freestyle-Skisportlerin
- Karhu, Pertti (* 1934), finnischer Radrennfahrer
- Karhu, Satu Tuuli (* 1994), finnische Schauspielerin
- Karhula, Tuomas (* 1982), finnischer Badmintonspieler
- Karhumaa, Wille (* 2000), finnischer nordischer Kombinierer
- Karhumäki, Urho (1891–1947), finnischer Schriftsteller
- Karhunen, Kari (1915–1992), finnischer Mathematiker
- Karhunen, Tomi (* 1989), finnischer Eishockeytorwart